# مارتن كوبر
مارتن كوبر (بالإنجليزية: Martin Cooper)‏ (26 ديسمبر 1928 -) مهندس أمريكي. حصل على شهادة بكالوريوس في الهندسة الكهربائية من معهد إلينوي للتكنولوجيا عام 1950م، وحصل على درجة الماجستير من المعهد ذاته عام 1957م.

حصل على براءة اختراع عن اختراع نظام التلفون اللاسلكي. أي أنه أول مخترع لهاتف محمول.

## حياته
كوبر من أصول أوكرانية، أمضى جُلَّ شبابه في حقبة الكساد الاقتصادي الذي اجتاح شيكاغو، يقول عن نفسه «إنه لم يبت جائعًا، إلا أن عيشه كان كفافا»، حيث كان أبواه يكتسبان لقمة العيش من بيع البضائع في البيوت بالتقسيط، حتى إنه اضطر للالتحاق بمعسكرات تدريب الضباط الاحتياط لسد نفقات دراسته في معهد إلينوي للتكنولوجيا، وانتهى به المطاف للعمل على مدمرة بحرية، تنسف خطوط السكة الحديدية بطول ساحل كوريا الشمالية إبان الحرب الكورية.
بعدها تحول السيد كوبر إلى العمل بالغواصات، وقضى عامًا ونصف العام مستقرا في هاواي، وهناك تعلم فن الغوص، الذي كان أحد هواياته الرياضية الكثيرة للتسلية، وعلى الرغم من أنه أغرم كثيرا بالبحرية فإن فكرة الاستقرار ظلت تراوده حتى التحق بوظيفة في المبرقة الكاتبة، أحد فروع شركة الكهرباء الغربية (Western Electric).

## مع موتورولا
بدأ عمله في شركة موتورولا في العام 1954م، فقدم لها إسهامات عديدة كإسهامه في زيادة شعبية الساعات الرقمية، من خلال معالجة إحدى نقاط الخلل في البلورات التي صنعتها «موتورولا» خصيصا لأجهزة الراديو التابعة لها، وحث الشركة وشجعها على الإنتاج الضخم لأولى البلورات المستخدمة في الساعات.

## فكرة الهاتف النقال
نشأت فكرة ابتكار الهاتف النقال لدى كوبر في أوائل عقد السبعينيات، في الوقت الذي كانت فيه الهواتف الخلوية أجهزة غير عملية، مدمجة في لوحات عدادات السيارات، ويتم توصيلها في صندوق المعدات بمنزلة جهاز إرسال واستقبال لا سلكي، ومصدر إمداد بالطاقة بصندوق السيارة.
لم يكن ثمة قنوات اتصال سوى القليل من القنوات اللاسلكية لإجراء المكالمات، وغالبا ما كان المستخدمون يضطرون للانتظار لفترة طويلة في انتظار إتاحة قناة اتصال.
ولم يكد كوبر يضطلع بمسؤولية قسم هواتف السيارات في شركة موتورولا حتى قرر على الفور ألا تقتصر وظيفة هذه المنتجات على الاستخدام داخل السيارات فقط، بل يتعين أن تكون صغيرة وخفيفة ليتسنى حملها طوال الوقت، ويقول:
«تملكتني فكرة تحويل المنتجات إلى أشياء محمولة».
منذ ميلاد الفكرة في مهدها وحتى ظهور النموذج الأولي إلى النور استغرق الأمر 90 يومًا، وذلك في عام 1972م عندما أعلن كوبر عن مسابقة تصميم تحت رعايته بين مهندسي موتورولا، وفي حفل العشاء الذي أقامه في شهر ديسمبر من نفس السنة انبرى كل مهندس ليقدم نموذجه الأولي، وكان رأي كوبر في ذلك: «انتهينا إلى انتقاء أقل الهواتف بريقا، وبالفعل كان أكثرها بساطة».
كان العرض المبهر حين قرر كوبر إجراء مكالمة هاتفية مستخدما الجهاز في الثالث من إبريل عام 1973م، بعد عقد شركة موتورولا لمؤتمر صحفي لتقديم هاتفها للعالم، وذلك في فندق هيلتون الواقع في شارع الأمريكتين بنيويورك، وعلى الرغم من اختبار الجهاز فعليا، واستخدامه في إجراء مكالمات ناجحة فإن قرار كوبر بالنزول إلى الشارع بصحبة أحد الصحفيين لإجراء مكالمة توضيحية كان بمنزلة ضربة ساحقة في فن التسويق.
والمفاجأة أن جويل أنجيل المهندس المنافس الذي اتصل به كوبر بشركة (AT and Ts Bell Laboratories) في ذلك اليوم لم يعترف بتلك المكالمة، أضف إلى ذلك أن كوبر لم يتذكر حتى اسم الصحفي الذي كان برفقته حينما أجرى الاتصال، مع أنها كانت أول مكالمة من هاتف محمول باليد.
ومع كل هذا فقد ظلت ذكريات اليوم الأول لظهور الاتصالات المحمولة، وتأثيرها المشتت للانتباه تراوده دائما، وكان يعبر عنها بابتسامة قائلا: «كنت أتحدث وأتقدم نحو الشارع حتى كادت تصدمني سيارة».
وأخيرًا تمخضت المحاولات عن هاتف يحمل الاسم (DynaTAC) يحوي 35 دقيقة من زمن التحدث، ويزن كيلو غراما واحدا، وبعد أربع محاولات لاحقة، توصل فريق كوبر إلى تخفيض وزن (DynaTAC) إلى النصف.
كان وزن الهاتف الجوال وقتها يبلغ الكيلو جرام ولكنه كان بديلاً جيداً للهواتف التي تتواجد في السيارات والتي تحتاج لمصدر للطاقة وأجهزة متعددة تركب داخل جسم السيارة.
في النهاية بدأ بيع الهاتف في عام 1983م، بسعر يبلغ أربعة آلاف دولار، يقول كوبر: "لقد كانت التكلفة باهظة والرحلة طويلة"، لكنني لم أضع نصب عيني سوى رؤية تكنولوجية على المدى البعيد".
تحدث مارتن كوبر عن تجربته المثيرة في استخدام أول هاتف جوال في العالم وكيف كان الناس في شوارع نيويورك ينظرون إليهِ في دهشة وهو يمسك بالجوال ويتكلم، وقال في مقابلة اجراها معه موقع cnet-news.com بمناسبة مرور أكثر من ثلاثين عام على أول ظهور للجوال، ومارتن كوبر الذي قد شغل منصب مدير الهندسة الكهربائية في شركة موتورولا والذي يعمل حاليا مديراً لشركة اريكوم للاتصالات يشعر بعدم الرضا عن الوضع الحالي الذي وصلت إليهِ تقنية الاتصالات حيث أعرب عن استغرابه في انهماك شركات الاتصالات في إضافة خدمات مختلفة للجوال مثل الرسائل والصور والألعاب بينما لم يتحقق الهدف الحقيقي من هذه الجوالات وهو أن يستطيع المرء الاتصال بأي شخص في أي مكان وفي أي وقت دون عوائق أو تكاليف باهظة وهو مالم يتحقق حتى الآن.
ويسأل: ماذا حدث عندما أجريت أول مكالمة هاتفية عبر الجوال؟!
حسنا لقد كنت في أحد شوارع نيويورك وقد كان الناس ينظرون اليَّ باستغراب عندما كنت اضغط الرقم تلو الآخر فلم يعتد الناس ان يكون هناك اتصال هاتفي وأنت تسير وقد اتصلت بمعامل بيل المنافسة وتحدثت مع أكبر منافسينا وهو السيد: جوي، وقلت لهُ إنني أحدثك من تلفون خلوي حقيقي وقد شعرت بأسنانه تصطك ببعضها ولكنه كان شديد الاحترام وتحدثنا قليلا.